# Tupojärvi
Tupojärvi är en sjö i Pajala kommun i Norrbotten och ingår i Torneälvens huvudavrinningsområde. Sjön har en area på 0,429 kvadratkilometer och ligger 164,9 meter över havet. Tupojärvi ligger i Torne och Kalix älvsystem Natura 2000-område.

## Delavrinningsområde
Tupojärvi ingår i det delavrinningsområde (746258-183111) som SMHI kallar för Ovan Roukojoki. Medelhöjden är 188 meter över havet och ytan är 26,95 kvadratkilometer. Räknas de 3 avrinningsområdena uppströms in blir den ackumulerade arean 63,68 kvadratkilometer. Tupojoki som avvattnar avrinningsområdet har biflödesordning 2, vilket innebär att vattnet flödar genom totalt 2 vattendrag innan det når havet efter 191 kilometer. Avrinningsområdet består mestadels av skog (60 procent) och sankmarker (33 procent). Avrinningsområdet har 0,57 kvadratkilometer vattenytor vilket ger det en sjöprocent på 2,1 procent.